# Syncosmia
Syncosmia là một chi bướm đêm thuộc họ Geometridae.

## Các loài
- Syncosmia craspedozona (Prout, 1958)
- Syncosmia discisuffusa (Holloway, 1976)
- Syncosmia dissographa (Prout, 1958)
- Syncosmia eugerys (Prout, 1929)
- Syncosmia eurymesa (Prout, 1926)
- Syncosmia layanga (Holloway, 1976)
- Syncosmia patinata Warren, 1897
- Syncosmia seminotata (Warren, 1898)
- Syncosmia trichophora (Hampson, 1895)
- Syncosmia xanthocomes (Prout, 1926)